# Okahao (Wahlkreis)
Der Wahlkreis Okahao ist ein Wahlkreis im Süden der Region Omusati im zentralen Norden Namibias. Kreisverwaltungssitz ist Okahao. Im Wahlkreis leben (Stand 2023) 25.000 Menschen auf einer Fläche von 9977 Quadratkilometern. Es ist der flächenmäßig größte Wahlkreis der Region.

## Wahlen
| Wahl | Name             | Partei | Stimmenanteil |
| ---- | ---------------- | ------ | ------------- |
| 1992 |                  |        |               |
| 1998 | Isai Kapenambili | SWAPO  | o. W. 1       |
| 2004 | Isai Kapenambili | SWAPO  | 98,9 %        |
| 2010 | Isai Kapenambili | SWAPO  | 99,1 %        |
| 2015 | Leonard Shikulo  | SWAPO  | o. W. 1       |
| 2020 | Leonard Shikulu  | SWAPO  | 90,1 %        |